# Lista siturilor arheologice din județul Buzău - D
Lista siturilor arheologice din județul Buzău - D conține toate siturile arheologice din județul Buzău înscrise în Repertoriul Arheologic Național (RAN) și aflate în localități al căror nume începe cu litera D. RAN este administrat de Ministerul Culturii și Patrimoniului Național și cuprinde date științifice, cartografice, topografice, imagini și planuri, precum și orice alte informații privitoare la zonele cu potențial arheologic, studiate sau nu, încă existente sau dispărute.
Puteți căuta un sit din localitățile care încep cu litera D folosind formularul de mai jos sau puteți naviga prin toate siturile din județ la Lista siturilor arheologice din județul Buzău.
| Cod RAN                                   | Denumire | Localitate                      | Adresă                  | Datare                                             | Descoperit | Coordonate | Imagine           | Erori            |
| ----------------------------------------- | --- | ------------------------------- | ----------------------- | -------------------------------------------------- | ---------- | ---------- | ----------------- | ---------------- |
| 44890.04.01                               | Necropola din epoca migrațiilor de la Dulbanu / ansamblu anonim (Categorie: descoperire funerară) (Tip: Necropolă)                                       | sat Dulbanu, comuna Amaru       |                         | sec. III - V                                       |            |            | Încărcați imagine | Raportați eroare |
| 44890.03.01                               | Necropola de la Dulbanu / ansamblu anonim (Categorie: descoperire funerară) (Tip: Necropolă)                                                             | sat Dulbanu, comuna Amaru       |                         |                                                    |            |            | Încărcați imagine | Raportați eroare |
| 47499.03.01                               | Așezarea neolitică de la Dobrilești / ansamblu anonim (Categorie: locuire civilă) (Tip: Așezare)                                                         | sat Dobrilești, comuna Merei    |                         |                                                    |            |            | Încărcați imagine | Raportați eroare |
| 47499.02.01                               | Situl arheologic de la Dobrilești / ansamblu anonim (Categorie: locuire) (Tip: Așezare)                                                                  | sat Dobrilești, comuna Merei    |                         |                                                    |            |            | Încărcați imagine | Raportați eroare |
| 47499.02.02                               | Situl arheologic de la Dobrilești / ansamblu anonim (Categorie: locuire) (Tip: Necropolă)                                                                | sat Dobrilești, comuna Merei    |                         |                                                    |            |            | Încărcați imagine | Raportați eroare |
| 47499.02.03                               | Situl arheologic de la Dobrilești / ansamblu anonim (Categorie: locuire) (Tip: Așezare)                                                                  | sat Dobrilești, comuna Merei    |                         | Monteoru                                           |            |            | Încărcați imagine | Raportați eroare |
| 47499.01.01                               | Situl arheologic de la Dobrilești / ansamblu anonim (Categorie: locuire civilă) (Tip: Așezare)                                                           | sat Dobrilești, comuna Merei    |                         |                                                    |            |            | Încărcați imagine | Raportați eroare |
| 47499.01.02                               | Situl arheologic de la Dobrilești / ansamblu anonim (Categorie: locuire civilă) (Tip: Așezare)                                                           | sat Dobrilești, comuna Merei    |                         | sec. IV                                            |            |            | Încărcați imagine | Raportați eroare |
| 48520.03.01                               | Așezarea de epoca migrațiilor de la Dara - "La biserică" / ansamblu anonim (Categorie: locuire civilă) (Tip: Așezare)                                    | sat Dara, comuna Pietroasele    |                         | sec. IV - V                                        |            |            | Încărcați imagine | Raportați eroare |
| 48520.02.01                               | Situl arheologic de la Dara / ansamblu anonim (Categorie: locuire civilă) (Tip: Așezare)                                                                 | sat Dara, comuna Pietroasele    |                         |                                                    |            |            | Încărcați imagine | Raportați eroare |
| 48520.02.02                               | Situl arheologic de la Dara / ansamblu anonim (Categorie: locuire civilă) (Tip: Așezare)                                                                 | sat Dara, comuna Pietroasele    |                         |                                                    |            |            | Încărcați imagine | Raportați eroare |
| 48520.02.03                               | Situl arheologic de la Dara / ansamblu anonim (Categorie: locuire civilă) (Tip: Așezare)                                                                 | sat Dara, comuna Pietroasele    |                         |                                                    |            |            | Încărcați imagine | Raportați eroare |
| 49803.01.01 (Cod LMI: BZ-II-m-A-02394.01) | Fostul schit Dedulești "Pogorârea Sfântului Duh" / ansamblu Biserica "Pogorârea Sfântului Duh" (Categorie: structură de cult/religioasă) (Tip: Biserică) | sat Dedulești, comuna Topliceni | 438, punct Fostul schit | 1620; sf. sec.XVII                                 |            |            | Încărcați imagine | Raportați eroare |
| 49803.01.02 (Cod LMI: BZ-II-m-A-02394.02) | Fostul schit Dedulești "Pogorârea Sfântului Duh" / ansamblu anonim (Categorie: structură de cult/religioasă) (Tip: turn fortificat)                      | sat Dedulești, comuna Topliceni | 438, punct Fostul schit | 1620; sf. sec.XVII                                 |            |            | Încărcați imagine | Raportați eroare |
| 47480.03                                  | Cruce de piatră la Dealul Viei- Gura Sărății (Categorie: structură de cult/religioasă) (Tip: cruce)                                                      | sat Dealul Viei, comuna Merei   | Gura Sărății            | sec. XVIII                                         |            |            | Încărcați imagine | Raportați eroare |
| 48520.01.01 (Cod LMI: BZ-I-m-B-02223.01)  | Așezarea din epoca migrațiilor de la Dara / ansamblu anonim (Categorie: locuire) (Tip: Așezare)                                                          | sat Dara, comuna Pietroasele    |                         | Sântana de Mureș - Cerneahov sec. IV p. Chr.       |            |            | Încărcați imagine | Raportați eroare |
| 48520.01.02 (Cod LMI: BZ-I-m-B-02223.02)  | Așezarea din epoca migrațiilor de la Dara / ansamblu anonim (Categorie: locuire) (Tip: Necropolă)                                                        | sat Dara, comuna Pietroasele    |                         | Sântana de Mureș - Cerneahov sec. IV p. Chr.       |            |            | Încărcați imagine | Raportați eroare |
| 47480.01.03 (Cod LMI: BZ-I-m-B-02225.01)  | Situl arheologic de la Dealul Viei / ansamblu anonim (Categorie: locuire civilă) (Tip: Așezare)                                                          | sat Dealul Viei, comuna Merei   |                         | sec. VIII - IX                                     |            |            | Încărcați imagine | Raportați eroare |
| 47480.01.01 (Cod LMI: BZ-I-m-B-02225.02)  | Situl arheologic de la Dealul Viei / ansamblu anonim (Categorie: locuire civilă) (Tip: Așezare)                                                          | sat Dealul Viei, comuna Merei   |                         | geto-dacică sec. V a. Chr. - I p. Chr.             |            |            | Încărcați imagine | Raportați eroare |
| 47480.01.02 (Cod LMI: BZ-I-m-B-02225.03)  | Situl arheologic de la Dealul Viei / ansamblu anonim (Categorie: locuire civilă) (Tip: Așezare)                                                          | sat Dealul Viei, comuna Merei   |                         | sec. XII - V a. Chr.                               |            |            | Încărcați imagine | Raportați eroare |
| 44890.01.03 (Cod LMI: BZ-I-m-B-02226.01)  | Situl arheologic de la Dulbanu- Valea Dulbanului / ansamblu anonim (Categorie: locuire) (Tip: Așezare)                                                   | sat Dulbanu, comuna Amaru       | Valea Dulbanului        | sec. IV                                            |            |            | Încărcați imagine | Raportați eroare |
| 44890.01.04 (Cod LMI: BZ-I-m-B-02226.03)  | Situl arheologic de la Dulbanu- Valea Dulbanului / ansamblu anonim (Categorie: locuire) (Tip: Așezare)                                                   | sat Dulbanu, comuna Amaru       | Valea Dulbanului        | sec. III - IV                                      |            |            | Încărcați imagine | Raportați eroare |
| 44890.01.05 (Cod LMI: BZ-I-m-B-02226.04)  | Situl arheologic de la Dulbanu- Valea Dulbanului / ansamblu anonim (Categorie: locuire) (Tip: Necropolă)                                                 | sat Dulbanu, comuna Amaru       | Valea Dulbanului        | sec. III - IV                                      |            |            | Încărcați imagine | Raportați eroare |
| 44890.01.01 (Cod LMI: BZ-I-m-B-02226.05)  | Situl arheologic de la Dulbanu- Valea Dulbanului / ansamblu anonim (Categorie: locuire) (Tip: Așezare)                                                   | sat Dulbanu, comuna Amaru       | Valea Dulbanului        | sec. XII - V a. Chr.                               |            |            | Încărcați imagine | Raportați eroare |
| 44890.01.02 (Cod LMI: BZ-I-m-B-02226.02)  | Situl arheologic de la Dulbanu- Valea Dulbanului / ansamblu anonim (Categorie: locuire) (Tip: Necropolă)                                                 | sat Dulbanu, comuna Amaru       | Valea Dulbanului        | sec. IV - V p. Chr.                                |            |            | Încărcați imagine | Raportați eroare |
| 44890.02.01                               | Așezarea Sântana de Mureș de la Dulbanu - "Valea Dulbanului" / ansamblu anonim (Categorie: locuire) (Tip: Așezare)                                       | sat Dulbanu, comuna Amaru       | Valea Dulbanului        | Sântana de Mureș - Cerneahov sec. III - IV p. Chr. |            |            | Încărcați imagine | Raportați eroare |
| 44890.02.02                               | Așezarea Sântana de Mureș de la Dulbanu - "Valea Dulbanului" / ansamblu anonim (Categorie: locuire) (Tip: Necropolă)                                     | sat Dulbanu, comuna Amaru       | Valea Dulbanului        | Sântana de Mureș - Cerneahov sec. III - IV p. Chr. |            |            | Încărcați imagine | Raportați eroare |
| 49368.01.01 (Cod LMI: BZ-I-s-B-02224)     | Așezarea Monteoru de la Dâlma - "Culmea Dâlmei" / ansamblu anonim (Categorie: locuire civilă) (Tip: Așezare)                                             | sat Dâlma, comuna Scorțoasa     | Culmea Dâlmei           | Monteoru                                           |            |            | Încărcați imagine | Raportați eroare |
| 47480.02.01                               | Așezarea Dridu de la Dealul Viei / ansamblu anonim (Categorie: locuire civilă) (Tip: Așezare)                                                            | sat Dealul Viei, comuna Merei   |                         | Dridu sec. VIII - XI                               |            |            | Încărcați imagine | Raportați eroare |